# Red 2
Red 2 – amerykańska komedia sensacyjna z 2013 roku w reżyserii Deana Parisota i wyprodukowany przez Summit Entertainment. Sequel filmu Red z 2010 roku.
Światowa premiera filmu miała miejsce 19 lipca 2013 roku, natomiast w Polsce premiera filmu odbyła się 26 lipca 2013 roku.

## Fabuła
Frank Moses (Bruce Willis), były agent CIA, próbuje wieść zwyczajne życie u boku Sarah Ross (Mary-Louise Parker). Niespodziewanie dowiaduje się, że w Rosji zaginęła Nightshade – głowica jądrowa, skradziona niegdyś armii USA. Frank podejmuje się ją odnaleźć. Wzywa na pomoc dawnego partnera – paranoika Marvina Boggsa (John Malkovich). Dołącza do nich Sarah, która woli szpiegowskie misje z ukochanym od spokojnego związku. Tropy prowadzą ich do Paryża, Moskwy i Londynu, gdzie Frank spotyka się z Edwardem Baileyem (Anthony Hopkins), naukowcem, który przed laty stworzył Nightshade. Ale zamknięty w zakładzie dla psychicznie chorych Bailey cierpi na zaniki pamięci. Sytuację komplikuje fakt, że na Franka polują Interpol, Victoria (Helen Mirren) – eksagentka brytyjskiego wywiadu – oraz południowokoreański zabójca Han (Lee Byung-hun). Na dodatek pewnego dnia zjawia się dawna dziewczyna Mosesa, Katya (Catherine Zeta-Jones), która szuka skradzionej głowicy dla Kremla. Nietypowa ekipa będzie musiała pokonać płatnych morderców, żądnych władzy polityków i terrorystów, a przede wszystkim – przeżyć.

## Obsada
- Bruce Willis jako Frank Moses[4]
- John Malkovich jako Marvin Boggs[4]
- Mary-Louise Parker jako Sarah Ross[4]
- Catherine Zeta-Jones jako Katya[5]
- Lee Byung-hun jako Han Jo-Bae[5]
- Anthony Hopkins jako doktor Edward Bailey[6]
- Helen Mirren jako Victoria Winslow[7]
- Brian Cox jako Ivan Simanov[8]
- David Thewlis jako "Żaba"[9]
- Neal McDonough jako Jack Horton[10]

## Produkcja
Po wielkim sukcesie kasowym pierwszej części, która przeszła nawet oczekiwania producentów, wytwórnia Summit Entertainment w styczniu 2011 r. wynajęła Jona i Ericha Hoeberów do napisania kontynuacji. W marcu tego samego roku aktorka Helen Mirren oznajmiła, że jest gotowa do wzięcia udziału w Red 2. W październiku 2011 r. wytwórnia ogłosiła, że jego premiera odbędzie się 2 sierpnia 2013 roku, a w nim „ponownie zjednoczona grupa byłych agentów CIA z nowymi przyjaciółmi stosującymi oldskulowe metody zmierzy się z nowymi wrogami w Europie”. W lutym 2012 r. reżyser Dean Parisot rozpoczął końcową fazę negocjacji w sprawie reżyserii obrazu.
W maju 2012 r. do obsady dołączyła Catherine Zeta-Jones i Lee Byung-hun. W tym samym miesiącu pojawiły się doniesienia, że rolę czarnego charakteru – Edwarda Baileya, może zagrać Anthony Hopkins, jeśli pozwolą mu na to inne zobowiązania.
W sierpniu 2012 r. ogłoszono, że wstępne zdjęcia do filmu ruszą na początku września w Montrealu. Miasto to zostało wybrane, po pierwsze dlatego, że prowincja Quebec zaoferowała producentom 25 procentową ulgę podatkową, a po drugie było ono podobne do europejskich miast, w który rozgrywa się akcja filmu. We wrześniu 2012 r. do obsady dołączył David Thewlis, który zagrał bohatera o pseudonimie The Frog. Jak poinformowano wzięło się to stąd, że The Frog zatruwał zapasy wody na Kremlu przy użyciu trującej amazońskiej żaby. Główne zdjęcia ruszyły pod koniec września 2012 r. w Montrealu. W połowie października produkcja przeniosła się do Paryża, a pod koniec miesiąca do Londynu. W marcu 2013 r. wytwórnia Summit Entertainment poinformowała, że zmieniła datę premiery z 2 sierpnia na 19 lipca 2013 roku.

## Odbiór
W pierwszy weekend film przyniósł 18,5 miliona dolarów, co oznacza że zarobił ponad 3 miliony dolarów mniej niż pierwsza część, która w analogicznym okresie w 2010 r. przyniosła 21,8 mln zysku. Film zarobił ogółem 148 mln USD, przy budżecie wynoszącym 84 mln.
Film otrzymał także mieszane recenzje od krytyków. W serwisie Rotten Tomatoes 44% z 148 recenzji jest pozytywne, średnia ocen wyniosła 5,44 / 10. Z kolei Metacritic na podstawie 38 recenzji dał mu 47 na 100 punktów.